# Världsdelar och kontinenter

En världsdel är en historiskt, kulturellt och fysiskt avgränsad del av jordytan. En kontinent är inom geografin en stor sammanhängande landmassa. Världsdelar är således mänskliga gränsdragningar medan kontinenter är geografiska/naturliga. Orden används ibland synonymt. 
Skillnaden kan illustreras av att Asien och Europa är egna världsdelar, men att Eurasien är en kontinent. På vissa språk, exempelvis engelska, har man inte separata ord för detta, varför man då skiljer mellan begreppet i geografisk mening (sv. kontinent) och i kulturell mening (sv. världsdel).
Jorden delas normalt sett in i 6 kontinenter och sju världsdelar. Dessa är:
| Superkontinent | Kontinent   | Världsdel   | Gamla / nya   |
| -------------- | ----------- | ----------- | ------------- |
| Afro-Eurasien  | Afrika      | Afrika      | Gamla världen |
| Afro-Eurasien  | Eurasien    | Asien       | Gamla världen |
| Afro-Eurasien  | Eurasien    | Europa      | Gamla världen |
| Amerika        | Nordamerika | Nordamerika | Nya världen   |
| Amerika        | Sydamerika  | Sydamerika  | Nya världen   |
| –              | Antarktis   | Antarktis   | Nya världen   |
| –              | Australien  | Oceanien    | Nya världen   |

Ibland används samlingsbegreppen gamla världen och nya världen, där Gamla världen avser Afrika, Asien och Europa medan Nya världen framförallt står för Nordamerika och Sydamerika men ibland även anses inbegripa Oceanien och Antarktis.
Ibland används beteckningen subkontinent bland annat om de arabiska och indiska halvöarna.

## Antalet världsdelar
Jorden har mellan fyra och sju världsdelar, beroende på vad man räknar som en världsdel:
| Olika sätt att räkna världsdelar:        | Olika sätt att räkna världsdelar: | Olika sätt att räkna världsdelar: | Olika sätt att räkna världsdelar: | Olika sätt att räkna världsdelar: | Olika sätt att räkna världsdelar: | Olika sätt att räkna världsdelar: | Olika sätt att räkna världsdelar: | Olika sätt att räkna världsdelar: |
| ---------------------------------------- | --------------------------------- | --------------------------------- | --------------------------------- | --------------------------------- | --------------------------------- | --------------------------------- | --------------------------------- | --------------------------------- |
| Världskarta med världsdelarna markerade. |                                   |                                   |                                   |                                   |                                   |                                   |                                   |                                   |
| *                                        | Nya världen                       | Nya världen                       |                                   | Gamla världen                     | Gamla världen                     | Gamla världen                     |                                   |                                   |
| 7 världsdelar                            | Nordamerika                       | Sydamerika                        | Antarktis                         | Afrika                            | Europa                            | Asien                             | Australien                        |                                   |
| 6 kontinenter                            | Nordamerika                       | Sydamerika                        | Antarktis                         | Afrika                            | Eurasien                          | Eurasien                          | Australien                        |                                   |
| 6 världsdelar                            | Amerika                           | Amerika                           | Antarktis                         | Afrika                            | Europa                            | Asien                             | Australien                        |                                   |
| 5 världsdelar                            | Amerika                           | Amerika                           | Antarktis                         | Afrika                            | Eurasien                          | Eurasien                          | Australien                        |                                   |
| 4 världsdelar                            | Amerika                           | Amerika                           | Antarktis                         | Afrika-Eurasien                   | Afrika-Eurasien                   | Afrika-Eurasien                   | Australien                        |                                   |

Modellen med sju världsdelar är vanlig i Kina, i Indien, i de flesta engelskspråkiga länder och i större delen av Europa. Modellen med sex världsdelar, med kontinenten Eurasien som en världsdel, är vanlig i Ryssland, de gamla Sovjetstaterna och Japan. Modellen med sex världsdelar, med Amerika som en världsdel, är vanlig i Latinamerika samt i vissa delar av Europa: Grekland, Italien, Portugal, Spanien och Frankrike. En variant av denna modell inkluderar bara de fem bebodda världsdelarna (inte Antarktis), likt de olympiska ringarnas betydelse.

## Area och befolkning
Den följande tabellen sammanfattar landmassan och folkmängden i varje världsdel med utgångspunkt från uppdelningen av jorden i sju världsdelar.
| Världsdel   | Area (km²) | Procent av den totala landmassan | Ungefärlig befolkning 2008 | Procent av den totala befolkningen | Befolkningstäthet (Personer per km²) |
| ----------- | ---------- | -------------------------------- | -------------------------- | ---------------------------------- | ------------------------------------ |
| Asien       | 43 820 000 | 29,5 %                           | 3 879 000                  | 60 %                               | 86,7                                 |
| Afrika      | 30 370 000 | 20,4 %                           | 922 011 000                | 14 %                               | 29,3                                 |
| Nordamerika | 24 490 000 | 16,5 %                           | 528 721 000                | 8 %                                | 21,0                                 |
| Sydamerika  | 17 840 000 | 12,0 %                           | 382 000                    | 6 %                                | 20,8                                 |
| Antarktis   | 13 720 000 | 9,2 %                            | 1 000                      | 0,00002 %                          | 0,00007                              |
| Europa      | 10 180 000 | 6,8 %                            | 731 000                    | 11 %                               | 69,7                                 |
| Oceanien    | 9 008 500  | 5,9 %                            | 32 000                     | 0,5 %                              | 3,6                                  |

Världsdelarnas totala landarea är 148 647 000 kvadratkilometer, eller 29,1 procent av jordens yta (510 065 600 kvadratkilometer).
Stilla havet utgör mer än 30 procent av planetens yta. Atlanten, som skiljer Europa och Afrika från Nordamerika, är världens näst största vattenmassa och den med högst salthalt. Indiska oceanen är det tredje största havet.

## Gränser
Gränserna mellan världsdelarna är delvis omstridda och därmed finns det områden som är oklara avseende vilken världsdel de tillhör.
I princip ska bara geografiska hänsyn tas när man definierar gränserna, men ibland används politiska hänsyn på ett sätt som kan variera över tiden.
Europa och Afrika
Europas och Afrikas kontinenter gränsar inte till varandra, så det är bara öar som kan bli oklara. Avstånd till oomstridda landområden brukar användas som definition.
- Sicilien, Malta och Azorerna räknas till Europa eftersom avståndet till Europas fastland är mindre.
- Kanarieöarna räknas till Afrika i och med avståndet till fastlandet. Men öarna är politiskt en del av Spanien och språket är spanska, vilket gör att det av många uppfattas vara en del av Europa. Samma sak gäller för Madeira som politiskt är en del av Portugal.

Europa och Asien

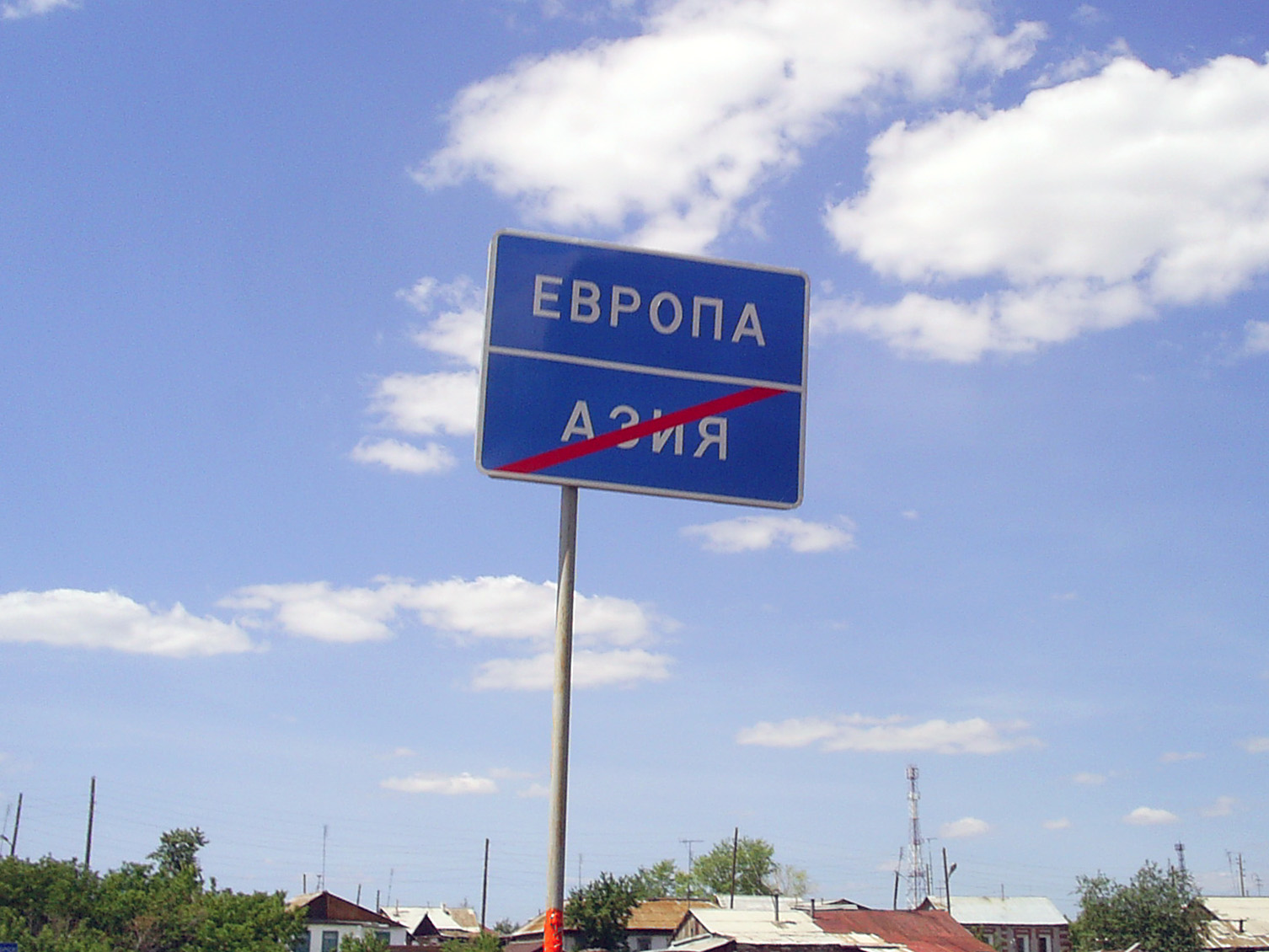
Bro över Ural vid Kizilskoje i Ryssland.

Gränsen går tvärs över land längs en lång sträcka. Man brukar räkna följande gräns från norr:
- Uralbergens vattendelare.
- Uralfloden i hela sin längd.
- Kaspiska havet.
- Stora Kaukasus vattendelare.
- Svarta havet.
- Bosporen och Dardanellerna.

Bland öar är det lite oklart. Öarna i Egeiska havet brukar räknas till Europa genom deras grekiska politiska tillhörighet. Cypern brukar räknas till Asien med tanke på läget, men har politiskt kopplats till Europa, bland annat fått bli medlem i EU, som bara tillåts för europeiska länder. Novaja Zemlja i Ishavet brukar räknas till Europa.
Gränsen är delvis omstridd och lite politiskt känslig, och har delvis gått på andra ställen genom historien.
Europa och Nord/Sydamerika
- Island, Jan Mayen och Azorerna och allt öster om dem räknas till Europa.
- Grönland brukar räknas till Nordamerika, med tanke på avståndet på 35 kilometer till Ellesmereön som tydligt räknas till Nordamerika, jämfört med 290 kilometer till Island.

Afrika och Asien
Gränsen dras geografiskt längs den lägst belägna marken mellan Suezviken och Medelhavet, vilket exakt är där Suezkanalen är dragen.
Öar och ögrupper som till exempel Mauritius och Seychellerna räknas till Afrika och Maldiverna till Asien, baserat på avstånd till fastland.
Nordamerika och Sydamerika
Gränsen brukar dras i Dariénbergen mellan Panama och Colombia, vanligen i vattendelaren som gränsen följer. Ibland dras den i Panamakanalen.
De karibiska öarna brukar alla räknas till Nordamerika även om det är oklart för vissa.
Asien och Oceanien
Ofta används Weber-linjen som gräns eftersom det är en tydlig gräns mellan de väldigt olika djurarterna som finns i Asien respektive Australien. Den innebär att Timor och Sulawesi ligger i Asien, medan Nya Guinea och Halmahera räknas till Oceanien. Även Marianerna och Hawaii räknas till Oceanien. Ibland görs en mer politisk indelning, där den västra halvan av Nya Guinea, Västpapua, räknas till Asien, eftersom området tillhör Indonesien politiskt (sedan 1969), medan Papua Nya Guinea, som ligger på samma ö, räknas till Oceanien. Detsamma gäller för Hawaii, som av politiska skäl ibland räknas till Nordamerika. Dock räknas Franska Polynesien inte till Europa.
Antarktis
Enligt Antarktisfördraget räknas allt land söder om latituden 60°S som tillhörande Antarktis. Några ytterligare öar som Bouvetön och Kerguelen brukar räknas till världsdelen eftersom de ligger så långt från annat fastland.
Vissa öar ligger så långt från kontinenter att de ofta räknas som öar som inte hör till någon världsdel.

## Mikrokontinenter
Under senare år har olika teorier framkastats om fler kontinenter. Teorierna handlar ofta om att fler bitar av den före detta superkontinenten Gondwanaland kan definieras som egna kontinenter  (ibland benämnda mikrokontinenter). Två sådana bitar är Zeelandia och Mauritia, vilka numera till största delen befinner sig under vattenytan utöver ett antal öar (exempel: Nya Zeeland och Nya Kaledonien respektive Mauritius). Dessutom nämns ibland Kerguelenplatån, Seychellerna och Fiji som exempel på sjunkna kontinenter eller mikrokontinenter. Ytterligare en mikrokontinent är Madagaskar.